# Pearl Cap
Pearl Cap, née en 1928 est une jument de course pur-sang anglais qui fut l'une des plus grandes championnes de l'histoire des courses françaises et la première femelle à remporter le Prix de l'Arc de Triomphe.  

## Carrière de courses

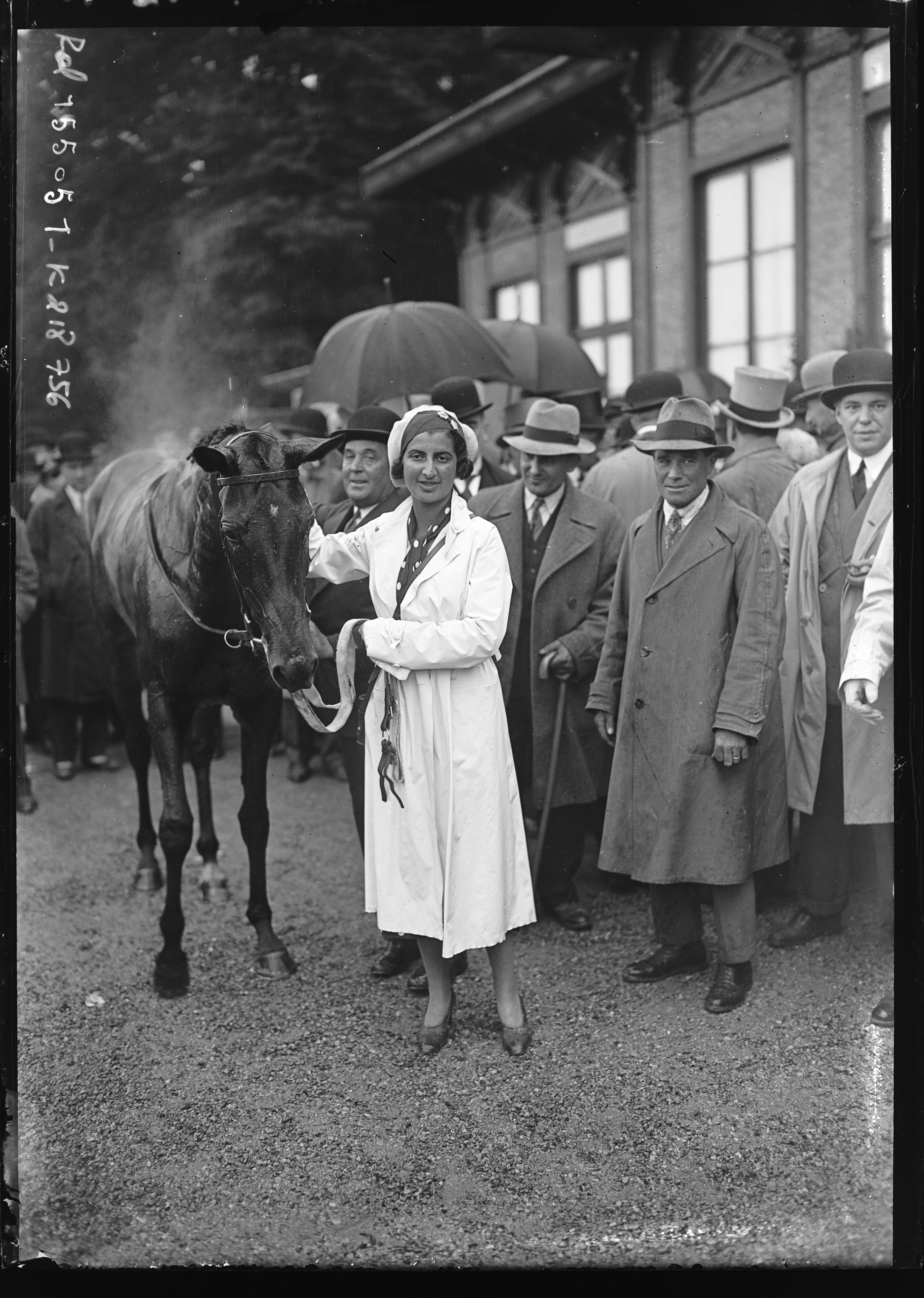
Pearl Cap et Diana Esmond

Élevé au haras de Mortefontaine, dans l'Oise, par son propriétaire le Britannique Edward Esmond, qui fut champion de golf, Pearl Cap se révéla dès l'été de ses 2 ans en remportant les deux grandes courses de l'été, le Prix Robert Papin et le Prix Morny. Elle enchaîne par deux nouvelles victoires mais connaît pour la première fois la défaite dans le Grand Critérium, où elle ne peut faire mieux que troisième d'Indus, un poulain lui aussi élevé par Edward Esmond.  
À 3 ans, Pearl Cap réapparaît sous les couleurs de Diana Esmond, fille de Edward qui lui en a fait cadeau durant l'hiver. La pouliche fait sa rentrée directement dans la Poule d'Essai des Pouliches et s'impose d'emblée, avant de réussir le doublé avec le Prix de Diane, confirmant ainsi qu'elle reste lors de son année classique, la meilleure pouliche de sa génération. Sa victoire dans le Prix Minerve en juillet confirme qu'elle dispose assez de tenue pour s'aventurer au-delà des 2 000 mètres, et pourtant elle revient en août sur le mile en allant gagner à Deauville le Prix Jacques Le Marois, un exploit peu commun. À la fin du mois, elle se rend à Ostende pour le Grand Prix, l'une des épreuves les plus dotées en Europe à l'époque. Grandissime favorite, elle doit pourtant à la surprise générale subir la loi du champion belge Prince Rose. Ce premier accroc dans une année jusque-là plus que parfaite sera aussi le dernier. De retour à Paris, elle s'impose dans un Prix Vermeille réduit à un match à trois avec Brûlette, la lauréate des Oaks, et Confidence, sa dauphine du Prix de Diane.  
Forte de dix victoires en douze sorties et venant de prouver sa tenue et sa capacité à avaler les 2 400 mètres de Longchamp, la voilà prête à décrocher le pompon : le Prix de l'Arc de Triomphe. Or depuis onze ans que la grande course de Longchamp existe, les mâles ont fait la loi et aucune jument ne s'y est imposée, seules quatre d'entre elles étant parvenues à monter sur le podium. Pearl Cap sera la première. Elle se défait facilement de Amfortas, le vainqueur du Prix Jean Prat, de Prince Rose, sur lequel elle prend sa revanche, et de Brûlette, toujours là. Pearl Cap est entrée dans l'histoire, mais ce qui frappe surtout aujourd'hui, c'est son palmarès exceptionnel, de 1 600 à 2 400 mètres. Son coup de quatre, qui consiste à faire suivre la triple couronne des pouliches (Poule d'Essai-Prix de Diane-Prix Vermeille) par une victoire dans l'Arc, n'a été imité que deux fois depuis, par Nikellora en 1945 et Zarkava en 2008.   

### Résumé de carrière
| Date         | Hippodrome       | Pays        | Course                      | Distance    | Jockey          | Place       | Écart       | Vainqueur ou deuxième |
| 1930, 2 ans  | 1930, 2 ans      | 1930, 2 ans | 1930, 2 ans                 | 1930, 2 ans | 1930, 2 ans     | 1930, 2 ans | 1930, 2 ans | 1930, 2 ans           |
| ------------ | ---------------- | ----------- | --------------------------- | ----------- | --------------- | ----------- | ----------- | --------------------- |
| 10 juin      | Maisons-Laffitte | France      |                             | 1 000 m     | Guy Garner      | 1er / 13    | 3           | Circassia             |
| 27 juillet   | Maisons-Laffitte | France      | Prix Robert Papin           | 1 200 m     | Guy Garner      | 1er / 9     | 3           | Suavita               |
| 17 août      | Deauville        | France      | Prix Morny                  | 1 200 m     | Guy Garner      | 1er / 12    | enc.        | Tantine               |
| 7 septembre  | Chantilly        | France      | Prix La Rochette            | 1 100 m     | Guy Garner      | 1er / 5     | 1           | My Beauty             |
| 1er octobre  | Le Tremblay      | France      | Prix Hérod                  | 1 400 m     | Guy Garner      | 1er / 9     | enc.        | Oiseleur              |
| 12 octobre   | Longchamp        | France      | Grand Critérium             | 1 600 m     | Guy Garner      | 3e / 15     | 2 ½         | Indus                 |
| 1931, 3 ans  |                  |             |                             |             |                 |             |             |                       |
| 17 mai       | Longchamp        | France      | Poule d'Essai des Pouliches | 1 600 m     | Ch. Semblat     | 1er / 12    | 3/4         | Celerina              |
| 7 juin       | Chantilly        | France      | Prix de Diane               | 2 100 m     | Charlie Elliott | 1er / 17    | 1           | Confidence            |
| 18 juillet   | Le Tremblay      | France      | Prix Minerve                | 2 000 m     | Ch. Semblat     | 1er / 4     | 1           | Campaspe              |
| 9 août       | Deauville        | France      | Prix Jacques Le Marois      | 1 600 m     | Ch. Semblat     | 1er / 8     | 2           | Pulcherrimus          |
| 30 août      | Ostende          | Belgique    | Grand Prix d'Ostende        | 2 200 m     | Ch. Semblat     | 2e / 9      | 1           | Prince Rose           |
| 20 septembre | Longchamp        | France      | Prix Vermeille              | 2 400 m     | Ch. Semblat     | 1er / 3     | 3           | Brûlette              |
| 4 octobre    | Longchamp        | France      | Prix de l'Arc de Triomphe   | 2 400 m     | Ch. Semblat     | 1er / 10    | 1 ½         | Amfortas              |

## Au haras
Devenue poulinière, Pearl Cap déçoit beaucoup. Aucun de ses produits ne parvient à s'illustrer en compétition. Elle a 16 lorsqu'elle donne naissance à Pearl Diver, un fils de Vatellor, étalon de Léon Volterra. Et cette fois c'est la bonne : le poulain, même s'il se montre irrégulier, a la bonne idée de donner le meilleur de lui-même le jour J pour remporter en 1947 un Derby d'Epsom de haute tenue, quatre longueurs devant un futur Arc-winner, Migoli, et loin devant un immense champion en perdition ce jour-là sur une distance excédant ses capacités, Tudor Minstrel. Pearl Diver fut par la suite envoyé au Japon comme étalon, où il réussit assez bien.

## Origines
Aux ventes de Newmarket en décembre 1925, Edward Desmond débourse 1 000 Guinées, une somme très modique, pour acquérir une pouliche inédite nommée Pearl Maiden. Installée dans son haras de Mortefontaine, Pearl Maiden allait devenir son joyau. En effet, elle est la mère de :  
- 1924 – Muci (par Tetrameter) : Premio Primi Passi, Premio Monza, Premio del Tre Anni, 2e Italian 1000 Guineas.
  - Troisième mère du crack Molvedo (Ribot), vainqueur du Prix de l'Arc de Triomphe en 1961.
- 1928 – Pearl Cap
- 1930 – Bipearl (Biribi) : Poule d'Essai des Pouliches, Prix Pénélope, Prix Thomas Bryon. Mère de : 
  - White Fox (Foxhunter) : 2e Oaks, Prix Morny.
- 1931 – Pearl Opal (Brûleur) : 2e Prix Chloé. Mère de l:
  - Hunter's Moon (Foxhunter) : Prix Juigné, Prix La Rochette, White Rose Stakes, Cesarewitch Stakes.
- 1932 – Pearlweed (Hotweed) : Prix du Jockey Club.

### Pedigree
| Origines de Pearl Cap (FR), jument baie née en 1928 | Origines de Pearl Cap (FR), jument baie née en 1928 | Origines de Pearl Cap (FR), jument baie née en 1928 | Origines de Pearl Cap (FR), jument baie née en 1928 |
| --------------------------------------------------- | --------------------------------------------------- | --------------------------------------------------- | --------------------------------------------------- |
| Père Le Capucin b. 1920                             | Nimbus b. 1910                                      | Elf ch. 1893                                        | Upas                                                |
| Père Le Capucin b. 1920                             | Nimbus b. 1910                                      | Elf ch. 1893                                        | Analogy                                             |
| Père Le Capucin b. 1920                             | Nimbus b. 1910                                      | Nephte ch. 1903                                     | Flying Fox                                          |
| Père Le Capucin b. 1920                             | Nimbus b. 1910                                      | Nephte ch. 1903                                     | Fanny                                               |
| Père Le Capucin b. 1920                             | Carmen b/br. 1905                                   | Sidus br. 1897                                      | St. Simon                                           |
| Père Le Capucin b. 1920                             | Carmen b/br. 1905                                   | Sidus br. 1897                                      | Star Of Fortune                                     |
| Père Le Capucin b. 1920                             | Carmen b/br. 1905                                   | La Figlia b. 1897                                   | Saraband                                            |
| Père Le Capucin b. 1920                             | Carmen b/br. 1905                                   | La Figlia b. 1897                                   | Vivandiere                                          |
| Mère Pearl Maiden br. 1918                          | Phaleron b. 1906                                    | Gallinule ch. 1884                                  | Isonomy                                             |
| Mère Pearl Maiden br. 1918                          | Phaleron b. 1906                                    | Gallinule ch. 1884                                  | Moorhen                                             |
| Mère Pearl Maiden br. 1918                          | Phaleron b. 1906                                    | Mrs Butterwick b. 1890                              | St. Simon                                           |
| Mère Pearl Maiden br. 1918                          | Phaleron b. 1906                                    | Mrs Butterwick b. 1890                              | Miss Middleton                                      |
| Mère Pearl Maiden br. 1918                          | Seashell ch. 1908                                   | Orme b. 1889                                        | Ormonde                                             |
| Mère Pearl Maiden br. 1918                          | Seashell ch. 1908                                   | Orme b. 1889                                        | Angelica                                            |
| Mère Pearl Maiden br. 1918                          | Seashell ch. 1908                                   | Rydal Fell b. 1903                                  | Ladas                                               |
| Mère Pearl Maiden br. 1918                          | Seashell ch. 1908                                   | Rydal Fell b. 1903                                  | Rydal (famille 16-b)                                |